# ردبة دوغلاس
ردبة دوغلس (بالإنجليزية: Douglas cul-de-sac)‏ هو أخفض منطقة لتجويف البريتوان عند النساء في وضعية الوقوف. يمتد بين المستقيم والجدار الخلفي للرحم، وهو موجود عند الإناث حصراً. والاسم الذي يقابل هذه المنطقة عند الذكور هو: الجيب المستقيمي المثاني (Rectovesical pouch). يحتوي ردب دوغلس بشكل طبيعي على 1-3 مل خلال الدورة الشهرية، ويزداد الرقم إلى 4-5 مل بعد الإباضة.

## الأهمية السريرية
ردب دوغلس هو مكان شائع لتوضع سائل الحبن، والأورام، الإندوميتريوز، والقيح…
يستخدم أيضاً لعلاج القصور الكلوي في المرحلة النهائية عند المرضى الذين يعالجون بالتحال البريتواني. حيث توضع ذروة قسطرة جهاز التحال في أعمق منطة للردب.

## الأسماء
يوجد العديد من الأسماء لهذه المنطقة:
- Rectouterine pouch = الجيب المستقيمي الرحمي، وهو الاسم المستخدم في مراجع التشريح الحديثة التي لا تركز على الـ Eponym (مصطلح ينسب إلى اسم شخص: مثل أهرام مالبيكي، قناة ستينون….)
- pouch of Douglas = جيب دوغلس
- cul-de-sac of Douglas = ردب دوغلس، جيمس دوغلس (1675-1742م) هو مشرح وطبيب بريطاني (اسكتلندي) درس هذه المنطقة جيداً من جسم الأنثى.
- Cul-de-sac:

المصطلح السابق من اللغة الفرنسية، مؤلف من ثلاث كلمات موصولة بوصلتي هايفن (بالإنجليزية: Hyphen)‏، ومعناه الحرفي هو: أسفل الكيس (بالإنجليزية: Bottom of sack)‏، يستخدم هذا المصطلح في التشريح للدلالة على كيس أو أنبوب له فتحة واحدة فقط. (ولذلك سمي أعور (Cecum) الكولون بذلك، لأن المشرحين الإغريقين القدامى عندما شرحوا جثث الحيوانات لم يلحضوا الوصل اللفائفي الأعوري، بسبب صغر حجم الوصل، فظنوا أن الأعور هو نهاية الأنبوب الذي يبدأ بالشرج). [بحاجة لمصدر]
يستعمل المصطلح السابق في وصف الطرقات القصيرة التي تكون نهايتها غير نافذة،
يوجد عدة أسماء لإجراءات جراحية مشتقة من اسم المنطقة (Cul-de-sac)، مثل:
- Culdotomy:

ORIGIN: from cul-de-sac + -o- + -tomy
هو شق عن طريق المهبل للوصول إلى ردب دوغلس.
- Culdoscopy:

هو تنظير جوف الحوض لمشاهدة الأحشاء الحوضية من خلال المهبل.
ORIGIN: from cul-de-sac + -o- + -scopy
هنالك وصف مناسب لصماخ السمع الظاهر:
"The external acoustic meatus is an S-shaped tubular cul-de-sac about 2.5 cm long"

صماخ السمع الظاهر هو طريق ذو نهاية مسدودة أنبوبي الشكل بشكل حرف (S)، طوله حوالي: 2.5 سم.